# Dominici (cráter)
Dominici es un cráter de impacto de 20 km de diámetro del planeta Mercurio. Debe su nombre a la escultora y pintora maltesa Maria de Dominici (1645-1703), y su nombre fue aprobado por la  Unión Astronómica Internacional en 2010.
los rayos luminosos de Dominici indican que es relativamente joven, y los rayos jovences aparecen de color azul claro en imágenes en color mejoradas. Dominici también tiene material brillante en su superficie y esta rodeado por material eyectado del cráter, el material que aparece en color naranja en las imágenes en color mejoradas.
Estas diferencias de color, con en las proximidades del  cráter Titian, sugieren que el material del cráter de impacto ha sido excavado desde debajo de la superficie de Mercurio, que difiere en composición de la superficie circundante.
Dominici se encuentra dentro de una estructura de impacto mucho mayor, la cuenca Homer.